# Alsó erdősor utca
Alsó erdősor utca est une rue de Budapest, située dans le quartier d'Erzsébetváros (7e arrondissement).